# 周材芳
周材芳（？—？），雲南省楚雄府楚雄縣人，清朝政治人物。進士出身。

## 生平
光緒二年（1876年）丙子恩科會試47名。殿試登進士二甲第31名。同年五月（6月3日），改翰林院庶吉士。光緒三年四月癸丑（1877年6月9日），翰林院散馆，著以即用知縣。改选广西思恩县知县。
父周汝驤，官至襄陽府知府。